# Matt Roth
Matt Roth, nascido em 15 Setembro de 1964, é um actor americano. Participou nas séries "Roseanne" e "Desperate Housewives", e é casado com Laurie Metcalf, com quem contracenou nessas séries.